# Stagioni del Circolo Lavoratori Terni Calcio a 5
Giocatori a disposizione del Circolo Lavoratori Terni Calcio a 5.

## 2005-2006
| N° | Naz.                | Ruolo      | Sportivo              | Anno |  |  |
| -- | ------------------- | ---------- | --------------------- | ---- |  |  |
|    | Brasile (bandiera)  | Portiere   | Vanderlei Luis Sonda  | -    |  |  |
|    | Italia (bandiera)   | Portiere   | Riccardo Proietti     | -    |  |  |
|    | Italia (bandiera)   | Portiere   | Lorenzo Beltrami      | -    |  |  |
|    | Brasile (bandiera)  | Difensore  | Andre Luis Marini     | -    |  |  |
|    | Brasile (bandiera)  | Difensore  | Cleber Luiz Parize    | -    |  |  |
|    | Brasile (bandiera)  | Difensore  | Vanderson Ronsani     | -    |  |  |
|    | Brasile (bandiera)  | Laterale   | Filipe Follador       | -    |  |  |
|    | Brasile (bandiera)  | Laterale   | Cleverson Favetti     | -    |  |  |
|    | Brasile (bandiera)  | Laterale   | Fabricio Calderolli   | -    |  |  |
|    | Brasile (bandiera)  | Laterale   | Wellington Coco       | -    |  |  |
|    | Brasile (bandiera)  | Laterale   | Rodrigo Da Silva      | -    |  |  |
|    | Brasile (bandiera)  | Laterale   | Rafael Salvetti       | -    |  |  |
|    | Brasile (bandiera)  | Pivot      | Alessandro Patias     | -    |  |  |
|    | Giappone (bandiera) | Pivot      | Daisuke Ono           | -    |  |  |
|    | Brasile (bandiera)  | Allenatore | Marcos Mathias Lamers | -    |  |  |

## 2006-2007
| N° | Naz.               | Ruolo      | Sportivo              | Anno     |  |  |
| -- | ------------------ | ---------- | --------------------- | -------- |  |  |
|    | Italia (bandiera)  | Portiere   | Valerio Barigelli     | 19.10.82 |  |  |
|    | Italia (bandiera)  | Portiere   | Michele Carpinelli    | 30.11.78 |  |  |
|    | Italia (bandiera)  | Difensore  | Simone Capotosti      | 05.03.74 |  |  |
|    | Brasile (bandiera) | Difensore  | Cleverson Favetti     | 08.02.78 |  |  |
|    | Brasile (bandiera) | Difensore  | Andre Luis Marini     | 04.05.79 |  |  |
|    | Italia (bandiera)  | Laterale   | Samuele Arcangeli     | 12.06.85 |  |  |
|    | Italia (bandiera)  | Laterale   | Fabiano Cavalli       | 26.09.83 |  |  |
|    | Brasile (bandiera) | Laterale   | Filipe Follador       | 29.07.88 |  |  |
|    | Brasile (bandiera) | Laterale   | Everton Sartori       | 16.08.72 |  |  |
|    | Italia (bandiera)  | Pivot      | Daniele Paulucci      | 14.05.83 |  |  |
|    | Brasile (bandiera) | Pivot      | Sergio Antonio Abrao  | 23.06.77 |  |  |
|    | Brasile (bandiera) | Universale | Fabricio Calderolli   | 22.01.86 |  |  |
|    | Brasile (bandiera) | Universale | Costa Thiago Alves    | 25.12.75 |  |  |
|    | Brasile (bandiera) | Allenatore | Marcos Mathias Lamers | 25.03.67 |  |  |

## Rosa 2007-2008
| N° | Naz.                                   | Ruolo      | Sportivo               | Anno     |  |  |
| -- | -------------------------------------- | ---------- | ---------------------- | -------- |  |  |
|    | Italia (bandiera)                      | Portiere   | Michele Carpinelli     | 30.11.78 |  |  |
|    | Brasile (bandiera) · Italia (bandiera) | Portiere   | Leandro Garcia Pereira | 01.06.88 |  |  |
|    | Italia (bandiera)                      | Difensore  | Simone Capotosti       | 05.03.74 |  |  |
|    | Brasile (bandiera)                     | Difensore  | Cleverson Favetti      | 08.02.78 |  |  |
|    | Brasile (bandiera)                     | Difensore  | Andre Luis Marini      | 04.05.79 |  |  |
|    | Italia (bandiera)                      | Laterale   | Samuele Arcangeli      | 12.06.85 |  |  |
|    | Italia (bandiera)                      | Laterale   | Fabiano Cavalli        | 26.09.83 |  |  |
|    | Brasile (bandiera) · Italia (bandiera) | Universale | Filipe Follador        | 29.07.88 |  |  |
|    | Brasile (bandiera)                     | Laterale   | Everton Sartori        | 16.08.72 |  |  |
|    | Italia (bandiera)                      | Pivot      | Daniele Paolucci       | 14.05.83 |  |  |
|    | Brasile (bandiera)                     | Universale | Pedro Lazarotes Vulva  | 08.08.76 |  |  |
|    | Brasile (bandiera)                     | Pivot      | Sergio Antonio Abrao   | 23.06.77 |  |  |
|    | Brasile (bandiera) · Italia (bandiera) | Universale | Fabricio Calderolli    | 22.01.86 |  |  |
|    | Brasile (bandiera)                     | Universale | Costa Thiago Alves     | 25.12.75 |  |  |
|    | Brasile (bandiera)                     | Allenatore | Marcos Mathias Lamers  | 25.03.67 |  |  |